# Erik Silvester
 (octobre 2019).
Si vous disposez d'ouvrages ou d'articles de référence ou si vous connaissez des sites web de qualité traitant du thème abordé ici, merci de compléter l'article en donnant les références utiles à sa vérifiabilité et en les liant à la section « Notes et références ».
Erik Silvester, de son vrai nom Erik Herschmann (né le 24 septembre 1942 à Briesen, mort le 23 novembre 2008 à Cologne) est un chanteur allemand.

## Biographie
Erik Silvester fait une formation de comédien pendant trois ans. Il a son diplôme avec l'examen, puis étudie la théorie de l'harmonie et de la composition. Il joue de la guitare, de la basse, des claviers, de la batterie et du saxophone.
Son premier single Karina-Lu sort en 1960. En septembre 1967, le single Dann fiel die Tür zu est 26e des charts allemands. Ses plus grands succès sont Ich seh’ die Mädchen gern vorübergehn (16e place en juin 1969), Zucker im Kaffee (composé par Hans Blum; 14e place en octobre 1969) et Wenn die Trommel ruft (11e place en février 1976). Son meilleur classement dans un hit-parade est Midnight Munich, morceau instrumental de trompette dont il est le compositeur. Au total, ses disques se sont vendues à plus de 25 millions d'exemplaires selon son site internet.
Dans les années 1970, il est invité dans diverses émissions musicales à la télévision, comme à plusieurs reprises ZDF Hitparade.
Il ne connaît plus le succès ensuite. Dans les années 1990, il sort à nouveau quelques titres, mais ne peut pas s'appuyer sur ses anciens succès.
Erik Silvester épouse en 1985 la veuve de Rolf Stommelen.
Il meurt en novembre 2008 après une courte hospitalisation à Cologne-Rodenkirchen à la suite d'une insuffisance cardiaque.

## Discographie
Singles
- 1967 : Dann fiel die Tür zu
- 1968 : Susanna
- 1968 : Du liebst nur einmal (Take Time to Know Her)
- 1969 : Oh lala, sie hat rotes Haar
- 1969 : Ich seh’ die Mädchen gern vorübergehn
- 1969 : Zucker im Kaffee
- 1970 : Bleib nicht einsam heut’ Nacht
- 1970 : Skandal um Rosi (Colombe ivre)
- 1971 : Ich kenn’ ein Girl am Zuckerhut
- 1972 : Bingo Bengo
- 1973 : Der Sommer ist vorbei
- 1973 : Ich hör’ überall Musik
- 1975 : Doch am Abend, da kommen die Träume
- 1975 : Tanz den letzten Tanz
- 1975 : Perdona me (Verzeih’ mir)
- 1976 : Wenn die Trommel ruft
- 1976 : Angelique, mein Täubchen
- 1990 : Ich wünsch dir einen guten Stern
- 1997 : Komm, tanz mit mir

Albums
- 1968 : Oh lala
- 1969 : Erik Silvester
- 1970 : Dein Platz in meinem Herzen bleibt frei
- 1970 : Das Beste von Erik Silvester
- 1974 : Eine Erik-Silvester-Party
- 1976 : Du liebst nur einmal
- 1990 : Zärtliche Berührung
- 1995 : Verzeih’ mir meine Fehler
- 1997 : Komm, tanz mit mir

## Source de la traduction
- (de) Cet article est partiellement ou en totalité issu de l’article de Wikipédia en allemand intitulé « Erik Silvester » (voir la liste des auteurs).